# Bactris longiseta
Bactris longiseta es una especie de palma de la familia de las arecáceas. 

## Distribución
Es originaria de Centroamérica  donde se distribuye por Costa Rica.

## Descripción
Tiene los tallos cespitosos o formando colonias laxas, alcanza los 3–4.5 m de alto y 2–2.5 cm de diámetro, entrenudos espinosos. Hojas 6–7; pinnas 15–29 a cada lado, lineares a angostamente elípticas, caudadas, regular o irregularmente arregladas en distintos fascículos y patentes en planos ligeramente distintos, las medias 30–72 cm de largo y 3.5–7 cm de ancho, márgenes generalmente con espinas 1–2 cm de largo, raquis hasta 135 cm de largo; vaina escasa a densamente cubierta con espinas hasta 2 cm de largo, negras, raquis y pecíolo sin espinas o con pocas espinas hasta 4.5 y 6.5 cm de largo respectivamente. Inflorescencias con bráctea peduncular densamente cubierta con espinas hasta 1 cm de largo, negras o cafés; raquillas 20–30, tríades irregularmente arregladas proximalmente entre las flores estaminadas en pares o solitarias. Frutos obovoides, 1.5–1.6 cm de diámetro, café-purpúreos.

## Taxonomía
Bactris longiseta  fue descrita por H.Wendl. ex Burret y publicado en Repertorium Specierum Novarum Regni Vegetabilis 34: 213. 1934.
Etimología
Ver: Bactris
Sinonimia
- Bactris polystachya H. Wendl. ex Hemsl.	[2]